# Gertruda de Babenberg (1120–1150)
Gertruda de Babenberg (în cehă Gertruda Babenberská; n. 1120 – d. 8 aprilie 1150, Praga, Sfântul Imperiu Roman), membră a Casei de Babenberg, a fost ducesă de Boemia din 1140 până la sfârșitul vieții, prin căsătoria cu ducele Vladislav al II-lea din dinastia Přemyslid. 

## Biografie
Gertruda a fost fiica margrafului Leopold al III-lea al Austriei (d. 1136) și a celei de-a doua soții a sa, Agnes de Waiblingen, moștenitoarea dinastiei Saliene. 
La moartea tatălui, Leopold al IV-lea, fratele Gertrudei, a devenit margraf al Austriei și s-a căsătorit în 1138 cu prințesa Maria de Boemia din familia Přemyslid, verișoara viitorului ei soț.
În 1140 Gertruda s-a căsătorit cu Vladislav al II-lea, fiul cel mare al ducelui Vladislav I al Boemiei. Soțul ei părăsise Ducatul Boemia în timpul domniei unchiului său, ducele Sobeslav I, dar a fost rechemat de nobilimea locală după moartea acestuia. Prin mama ei, Gertruda a fost sora vitregă a regelui Conrad al III-lea de Hohenstaufen, prin urmare o partidă foarte bună pentru Vladislav. În 1142 când orașul Praga a fost asediat de contele Conrad al II-lea de Znojmo, vărul soțului ei, Gertruda a apărat cu succes Cetatea din Praga ajutată de cumnatul ei Depold, iar Vladislav a cerut ajutorul regelui Conrad al III-lea.
Gertruda și soțul ei Vladislav au întemeiat lăcașuri religioase și, datorită încurajărilor ei, ducele a invitat ordine religioase străine să se stabilească în Boemia.  
Gertruda a murit în 1150 la vârsta de 30 de ani, la reședința ei în Praga. 

## Descendenți
Gertruda și Vladislav au avut patru copii:
- Frederic (în cehă Bedřich; d. 1189) duce al Boemiei;
- Svatopluk, căsătorit cu Odola, fiica regelui Géza al II-lea al Ungariei;
- Adalbert (în cehă Vojtĕch; 1145–1200), arhiepiscop de Salzburg;
- Agnes (în cehă Anežka; d. 1228), stareța Abației Sfântul Gheorghe de Praga).